# هینکلین شرودر
هینکلین شرودر (به انگلیسی: Hinkelien Schreuder) (زادهٔ ۱۳ فوریهٔ ۱۹۸۴ ‏(۴۱ سال)) شناگر اهل هلند است.